# Масаріктаун (Флорида)
Масаріктаун (англ. Masaryktown) — переписна місцевість (CDP) в США, в окрузі Ернандо штату Флорида. Населення — 1077 осіб (2020).

## Географія
Масаріктаун розташований за координатами 28°26′31″ пн. ш. 82°27′39″ зх. д. / 28.44194° пн. ш. 82.46083° зх. д. (28.441840, -82.460736).  За даними Бюро перепису населення США в 2010 році переписна місцевість мала площу 2,72 км², з яких 2,71 км² — суходіл та 0,01 км² — водойми.

## Демографія
Згідно з переписом 2010 року, у переписній місцевості мешкало 1040 осіб у 425 домогосподарствах у складі 260 родин. Густота населення становила 382 особи/км².  Було 510 помешкань (187/км²).
Расовий склад населення:
| - 93,4 % — білих - 1,3 % — азіатів - 0,7 % — чорних або афроамериканців - 0,5 % — корінних американців - 0,1 % — вихідців з тихоокеанських островів - 3,0 % — осіб інших рас |

До двох чи більше рас належало 1,1 %. Частка іспаномовних становила 11,3 % від усіх жителів.
За віковим діапазоном населення розподілялося таким чином: 20,5 % — особи молодші 18 років, 63,2 % — особи у віці 18—64 років, 16,3 % — особи у віці 65 років та старші. Медіана віку мешканця становила 43,2 року. На 100 осіб жіночої статі у переписній місцевості припадало 97,0 чоловіків;  на 100 жінок у віці від 18 років та старших — 92,8 чоловіків також старших 18 років.
Середній дохід на одне домашнє господарство  становив 46 426 доларів США (медіана — 43 385), а середній дохід на одну сім'ю — 62 820 доларів (медіана — 48 333). За межею бідності перебувало 21,1 % осіб, у тому числі 64,4 % дітей у віці до 18 років та 11,2 % осіб у віці 65 років та старших.
Цивільне працевлаштоване населення становило 405 осіб. Основні галузі зайнятості: роздрібна торгівля — 30,6 %, мистецтво, розваги та відпочинок — 16,0 %, транспорт — 13,1 %, виробництво — 11,6 %.